# Citharognathus
Citharognathus là một chi nhện trong họ Theraphosidae. Chi này phân bố ở Trung Quốc. Chúng có kích thước khoảng 4 –5 cm.

## Các loài
Chi này gồm các loài:
- Citharognathus hosei Pocock, 1895
- Citharognathus tongmianensis Zhu, Li & Song, 2002